# Урсоая (Олт)
Урсоая (рум. Ursoaia) — село у повіті Олт в Румунії. Входить до складу комуни Ікоана.
Село розташоване на відстані 111 км на захід від Бухареста, 26 км на схід від Слатіни, 71 км на схід від Крайови.

## Населення
За даними перепису населення 2002 року у селі проживали 865 осіб, з них 863 особи (99,8%) румунів. Усі жителі села рідною мовою назвали румунську.